# Municipalidad Provincial de Arequipa
La Municipalidad Provincial de Arequipa es el órgano de gobierno local de la provincia de Arequipa y el distrito de Arequipa. Su sede es la ciudad de Arequipa, capital de la provincia. 

## Historia
Arequipa es fundada el 15 de agosto de 1540 por Garci Manuel de Carbajal en el valle del río Chili como la «Villa de la Asunción de Nuestra Señora del Valle Hermoso de Arequipa». Una vez llevada a cabo la fundación se procede a repartir los solares; para Pizarro, el Cabildo y la Orden de Santo Domingo se les asigna para cada uno un solar cuya extensión abarca toda una manzana. La ciudad en el momento de la fundación ya contaba con un cabildo establecido, debido a que la fundación de la villa se da como consecuencia del traslado de la Villa Hermosa de Camaná, y cuyo nombre fue parcialmente conservado y sustituido por Villa Hermosa de Arequipa, hasta que Carlos V de Alemania y I de España la eleva a la villa a la categoría de ciudad por real cédula fechada en Fuensalida, el 22 de septiembre de 1541. Las gestiones del traslado estuvieron a cargo de Garci Manuel de Carbajal, que se constituyó como la autoridad política para realizar la fundación de la nueva villa y designar al nuevo regidor, cargo que recayó sobre don Juan de la Torre.
El cabildo era el encargado de elegir las autoridades competentes quienes asumían el cargo el primer día del año, nominando a los alcaldes, al procurador, al mayordomo de la Ciudad, al fiel ejecutor, los tenedores de bienes de difuntos y al administrador del nosocomio visitador de botica. Este orden político es quebrado en épocas de guerras civiles, debido a que la tarea de designación se realizaba por parte de los grupos rebeldes beneficiando a sus adeptos. Desde 1853 por disposición del virrey Martín Enríquez de Almanza se inicia la aplicación del sistema de insaculación y bajo este sistema se elige un alcalde «de vecinos» y otro «de soldados», que posteriormente fueron sustituidos por el alcalde «de vecinos» y «de ciudadanos».
Al contador, al tesorero y a los oficiales reales de la caja hacendaría de la ciudad, por decreto de Felipe II, se les asigna la facultad de desempeñar el cargo de regidor de manera simultánea, produciendo duplicidad de competencias y discordias de poder. Para evitar los conflictos de competencias, se decide que los cargos de alferazgo y regidores se venderían convirtiéndose en perpetuos. Este sistema tuvo vigencia hasta el momento de la independencia del país.

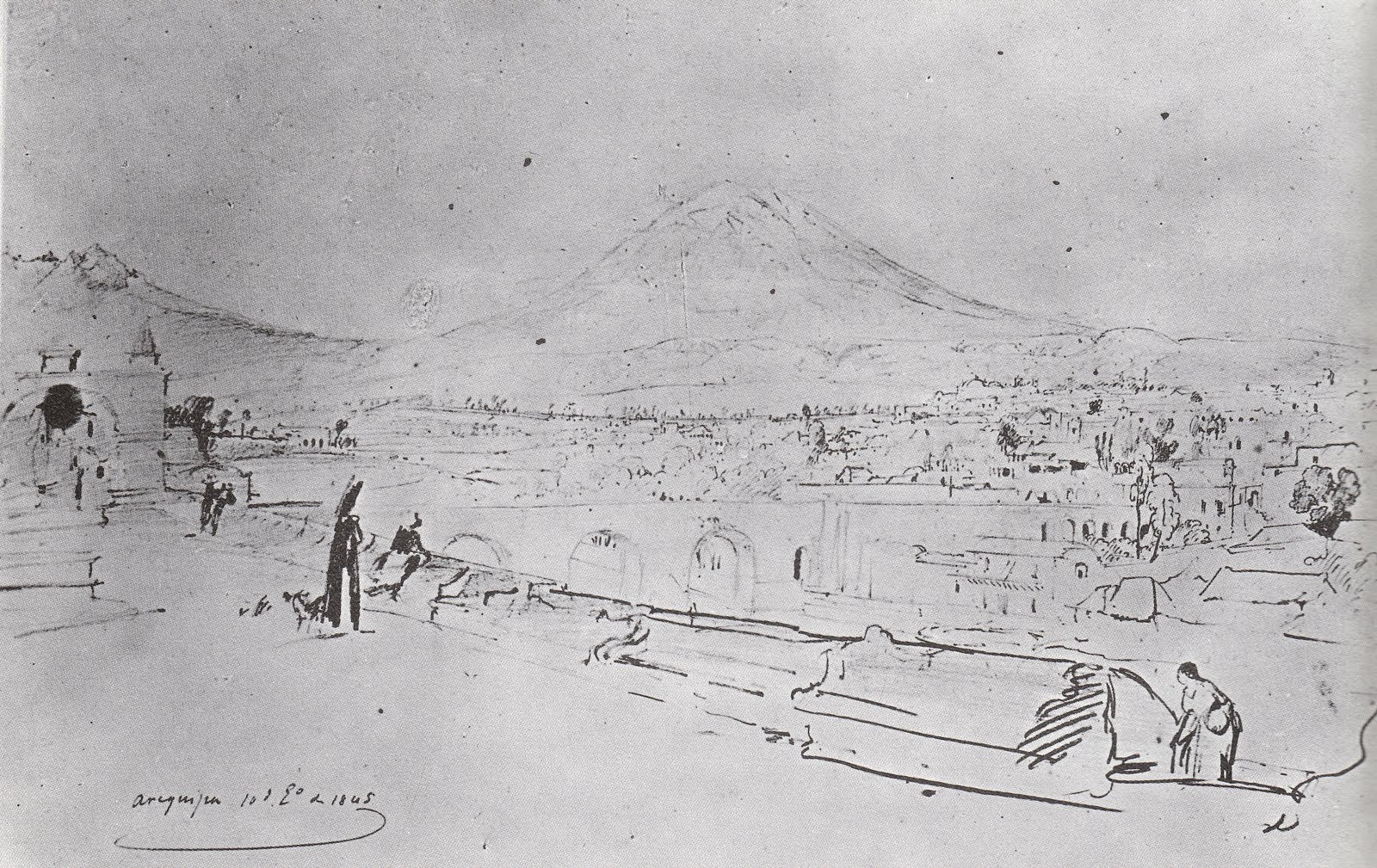
Vistas de Arequipa, dibujo realizado por Rugendas en 1845.

Tras la independencia, el territorio correspondiente a la Intendencia de Arequipa fue designado como departamento mediante decreto del 26 de mayo de 1822.

## Organización
De conformidad con lo señalado en la Ley Orgánica de Municipalidades, las municipalidades están conformadas por el consejo municipal y la alcaldía, los mismos que son elegidos por votación popular cada cuatro años. 

### Consejo Municipal
El Concejo Provincial de Arequipa está integrado por el alcalde de Arequipa y 15 regidores. según lo dispuesto por el Jurado Nacional de Elecciones. Los regidores son determinados de manera proporcional a los resultados obtenidos en las elecciones municipales. El actual consejo provincial está conformado por:
- Por Arequipa Renace (9): Lilia Pauca Vela, Pedro Quispe, Mario Melo, Miguel Mendoza, Manuel Jano, Otilia Paredes, Fernando Figueroa, Miguel Benavente, Daniel Muñoz.
- Por Juntos por el Desarrollo de Arequipa (3): Rainner Zegarra, Hermelinda Allasi, Ingrid Carpio.
- Por Unidos por el Gran Cambio (2): Jaime Talavera y Carlos Cucalón.
- Por Vamos Perú (1): Esdras Medina.

### Alcalde
El Alcalde es el órgano ejecutivo de la municipalidad a la vez que su representante legal y máxima autoridad administrativa. Conforme a los resultados de la elección municipal del 2018, la actual alcalde es Victor Hugo Rivera Chávez.
Conforme a la ley orgánica de municipalidades, la administración municipal encabezada por el alcalde tiene una estructura gerencial encabezada por una Gerencia Municipal y, además, una Oficina de Auditoría Interna, una Procuraduría Pública Municipal, una Oficina de Asesoría Jurídica y una Oficina de Planeamiento y Presupuesto. Los demás órganos de línea, apoyo y asesoría son determinados por cada gobierno local conforme a sus necesidades.

## Gerencias Municipales
- Administración Financiera
- Desarrollo Urbano
- Servicio al Ciudadano
- Desarrollo Social Y Educación
- Gerencia de Transporte Urbano y Circulación Vial
- Administración Tributaria
- Planificación, Presupuesto y Racionalización
- Centro Histórico y Zona Monumental
- Seguridad Ciudadana
- Asesoría Jurídica
- Gerencia Municipal

## Empresas municipales
- Empresa Municipal de Eventos Culturales S.A.[9]